# Trzcianka (powiat wyszkowski)
Trzcianka – wieś w Polsce położona w województwie mazowieckim, w powiecie wyszkowskim, w gminie Brańszczyk. Ma status sołectwa. Leży przy drodze krajowej nr 8.
| SIMC    | Nazwa         | Rodzaj    |
| ------- | ------------- | --------- |
| 0506870 | Podbrańszczyk | część wsi |
| 0506886 | Podkrzywie    | część wsi |

Wierni kościoła rzymskokatolickiego należą do parafii św. Jana Chrzciciela w Brańszczyku.

## Historia
Prywatna wieś duchowna położona była w drugiej połowie XVI wieku w powiecie kamienieckim ziemi nurskiej województwa mazowieckiego. 
W latach 1921–1931 wieś leżała w województwie białostockim, w powiecie ostrołęckim, w gminie Brańszczyk.
Według Powszechnego Spisu Ludności z 1921 roku wieś zamieszkiwało 1.143 osoby, 1.016 było wyznania rzymskokatolickiego a 127 mojżeszowego. Jednocześnie 1.136 mieszkańców zadeklarowało polską przynależność narodową a 7 żydowską. Były tu 184 budynki mieszkalne. Miejscowość należała do parafii rzymskokatolickiej w Brańszczyku. Podlegała pod Sąd Grodzki w Ostrowie i Okręgowy w Łomży; właściwy urząd pocztowy mieścił się w Brańszczyku.
W wyniku agresji III Rzeszy na Polskę we wrześniu 1939 wieś znalazła się pod okupacją niemiecką i do wyzwolenia weszła w skład dystryktu warszawskiego Generalnego Gubernatorstwa.
W latach 1975–1998 miejscowość należała administracyjnie do województwa ostrołęckiego.
31 grudnia 2013 roku sołectwo liczyło 1090 mieszkańców zameldowanych na pobyt stały.